# Boris Steimetz
Boris Steimetz (ur. 27 lipca 1987 w Saint-Denis) – francuski pływak specjalizujący się w stylu dowolnym, wicemistrz olimpijski i mistrz świata na krótkim basenie w sztafecie 4 × 100 m stylem dowolnym.

## Kariera
W 2008 roku na igrzyskach olimpijskich w Pekinie płynął w wyścigu eliminacyjnym sztafet 4 × 100 m stylem dowolnym i wraz z Amaurym Leveaux, Grégorym Mallet i Frédérickem Bousquetem ustanowił nowy rekord Europy (3:12,36). Steimetz otrzymał srebrny medal, kiedy Francuzi zajęli w finale drugie miejsce.
Rok później na uniwersjadzie w Belgradzie zdobył srebro w konkurencji 50 m stylem dowolnym ex aequo z Rosjaninem Siergiejem Fiesikowem. Obaj zawodnicy uzyskali czas 22,19. Steimetz wywalczył też brązowe medale w sztafetach 4 × 100 m stylem dowolnym i 4 × 100 m stylem zmiennym.
Podczas mistrzostw świata na krótkim basenie w Dubaju w 2010 roku brał udział w eliminacjach sztafet 4 × 100 m stylem dowolnym i zdobył złoty medal, kiedy jego rodacy zwyciężyli w finale.